# Mayon
Mayon je aktivní sopka, vypínající se do výšky 2 462 m nad zálivem Albay na Filipínách. Je to jedna z nejaktivnějších filipínských sopek. Za posledních 400 let je zaznamenáno přes 50 silných erupcí. Svým klasickým kuželovým tvarem je perfektním příkladem stratovulkánu, podobně jako sopka Fudži v Japonsku. Sopka je centrem biosférické rezervace Albay vyhlášené UNESCO v roce 2016.
Sopka je pravidelně monitorována Filipínským institutem vulkanologie a seismologie (PHIVOLCS) – 12 kilometrů od kráteru je umístěna laboratoř, která měří seismickou aktivitu, emise oxidů síry a změny složení spodních vod.

## Erupce
První záznamy o erupcích jsou doloženy z roku 1616, cyklicky se opakují po několika letech. Většinou se zpočátku projevují vyvrhováním bazaltových pyroklastik, později doprovázených andezitou lávou. Často se tvoří pyroklastické proudy, které se řítí dolů ze svahů a devastují okolní krajinu. Při erupci v roce 1814 bylo zničeno město Cagsava a několik dalších osad a zabito asi 1 200 lidí.
Při erupce erupci v roce 2006 zahynulo přes 1000 lidí. K neposlednímu výlevu lávy došlo v pondělí 14. prosince 2006 nově došlo z neděle na pondělí 12. června 2023
Nejaktivnější filipínská sopka Mayon začala v neděli 11. června 2023 chrlit lávu. Uvedla tak téměř 13 000 lidí do stavu zvýšené pohotovosti, jelikož stále hrozila prudká exploze. Mnozí obyvatelé na jihovýchodě hlavního ostrova země v okolí kráteru se museli evakuovat.
V roce 1814 erupce sopky Mayon pohřbila celé vesnice a údajně si vyžádala více než tisíc mrtvých. Ale mnoho lidí z Albay přijalo sporadické běsnění sopky jako součást svého života. „Nebojíme se toho. Naučili jsme se s tím žít,“ řekl tehdy 76letý muž. 
Během posledních 400 let proběhlo 55 zaznamenaných erupcí, a to v letech 1616, 1766, 1800, 1814, 1827, 1834, 1839, 1845, 1846, 1851, 1853, 1855, 1857, 1858, 1859, 1860, 1861, 1862, 1868, 1871–72, 1872, 1873, 1876, 1876, 1881–82, 1885, 1886–87, 1888, 1890, 1891–92, 1893, 1895, 1896, 1897, 1900, 1928, 1928, 1939, 1941, 1943, 1947, 1968, 1978, 1984, 1993, 1999–2000, 2001, 2002, 2003, 2004, 2006, 2009, 2013, 2014. Vulkán byl zatím podle měření nejaktivnější v 19. století, ale během prvního desetiletí 21. století o sobě dal vědět už celkem sedmkrát.
13. ledna 2018 došlo k freatické erupci, při níž byl vyvržen sloupec plynů a popela o výšce přibližně 2500 m. Aktivita trvala 1 hodinu a 47 minut. 14. ledna 2018 byl vyhlášen zvýšený – 3. stupeň varování. 16. ledna 2018 byl v provincii Albay vyhlášen stav ohrožení, poté co proudy lávy dosáhly okrajů šestikilometrové evakuační zóny.
22. ledna 2018 byl zvýšen stupeň varování na čtvrtý, tedy druhý nejvyšší, poté co soka vyvrhla popel do výšky 10 km. Poté, co 27. ledna 2018 se přes provincii Albay přehnaly silné lijáky, začaly být obce v okolí sopky ohrožovány prudkými bahnotoky – lahary.

## Galerie

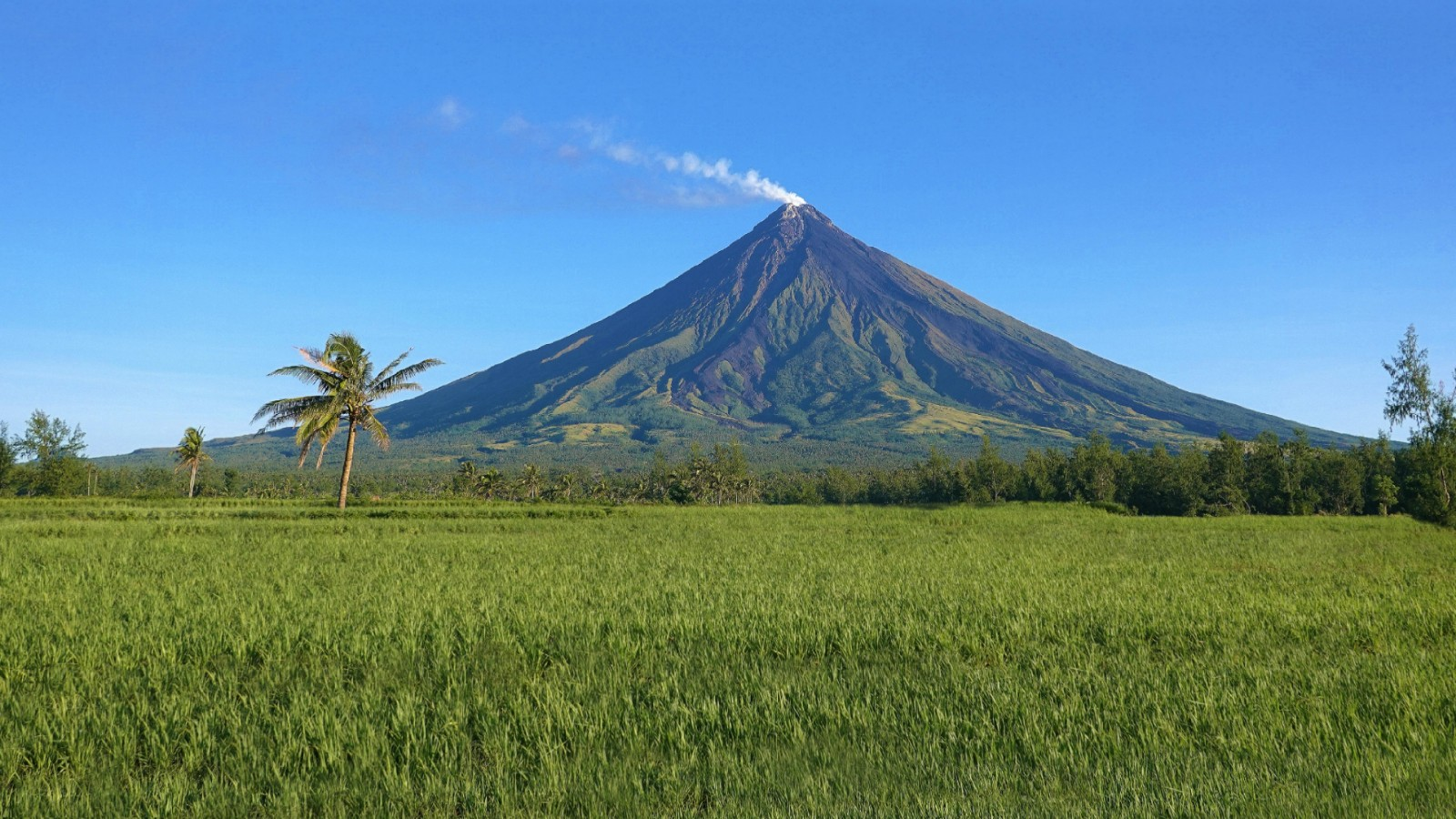
Maon v roce 2020
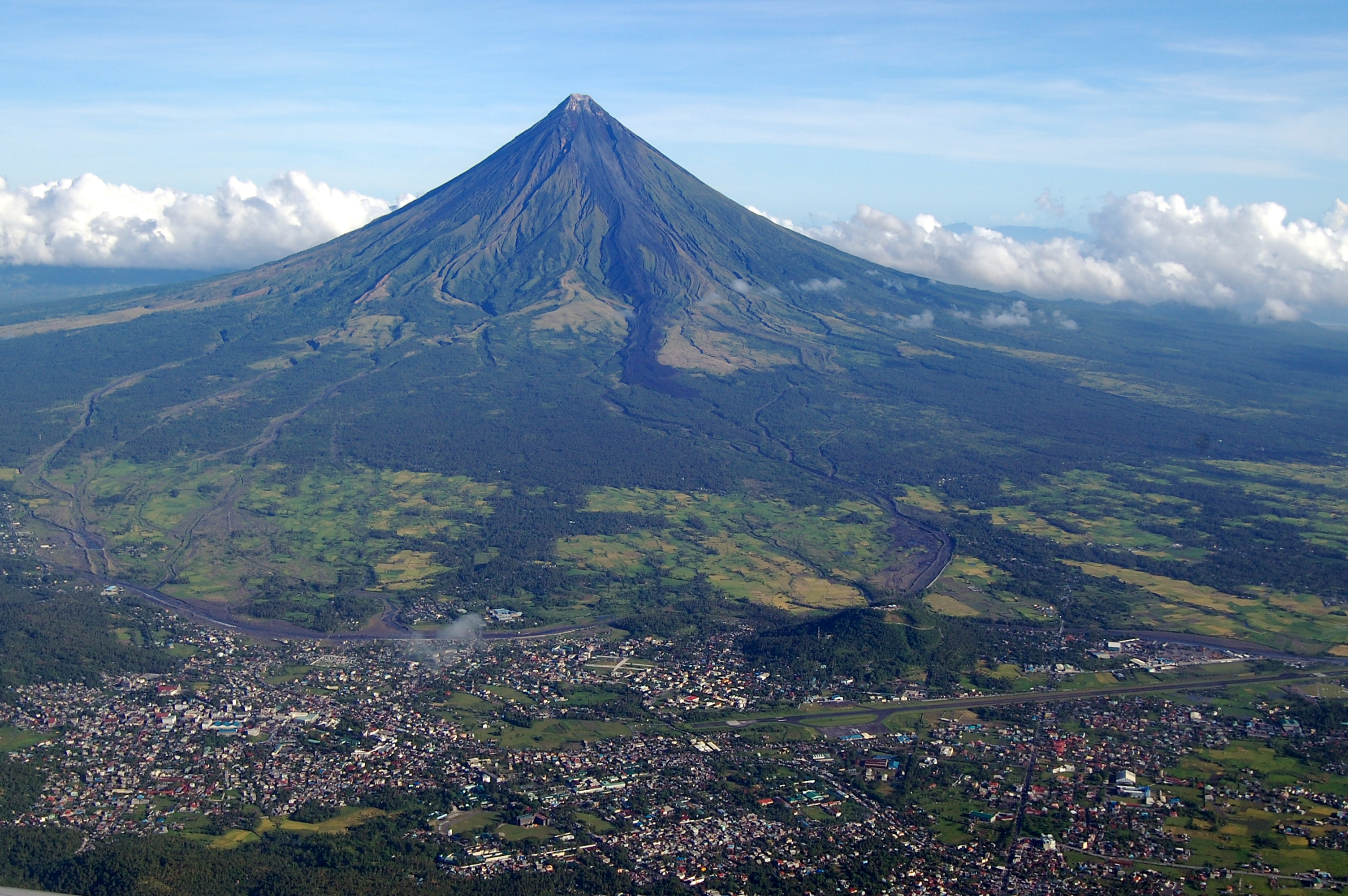
Úpatí sopky
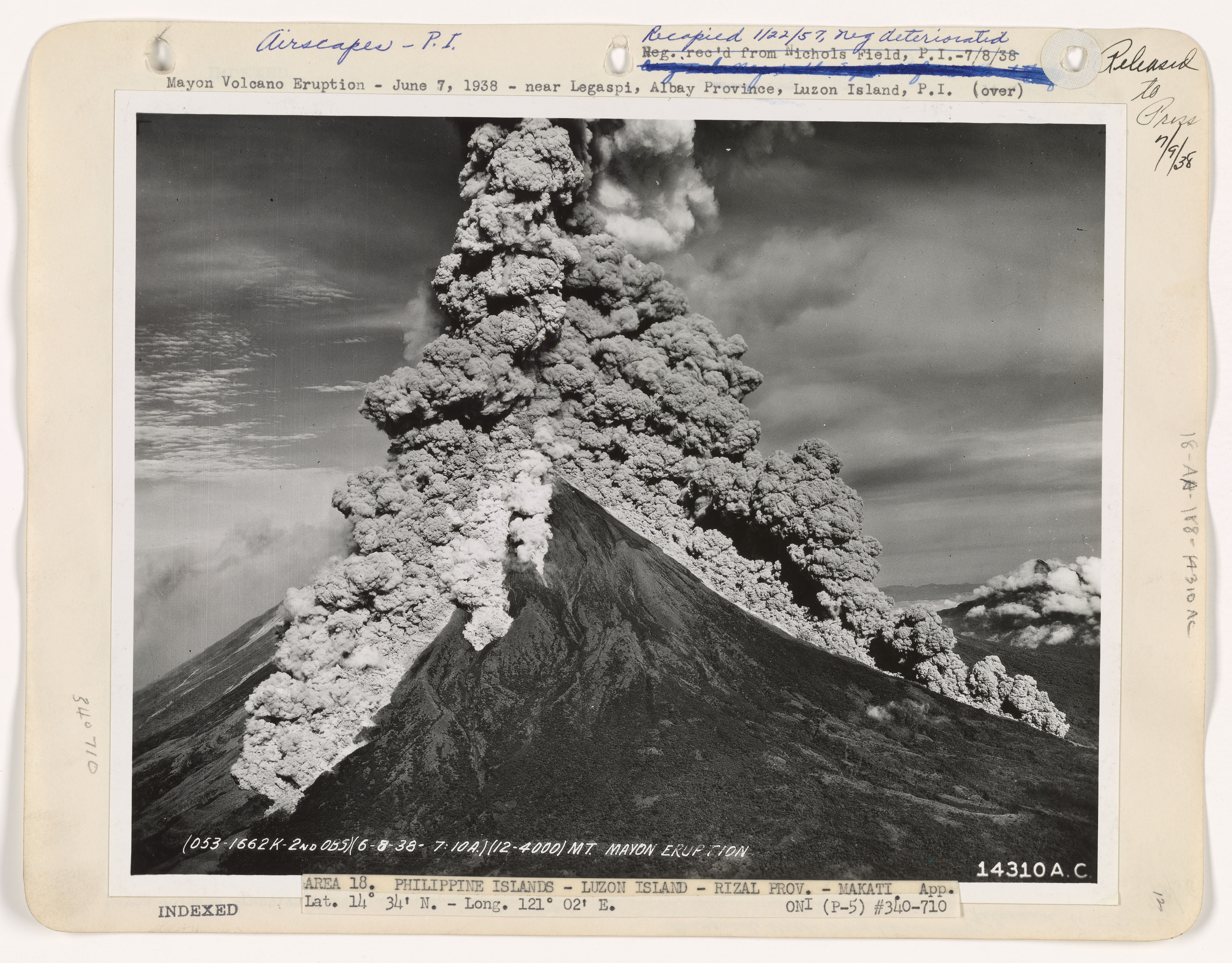
Pyroklastické proudy (1938)
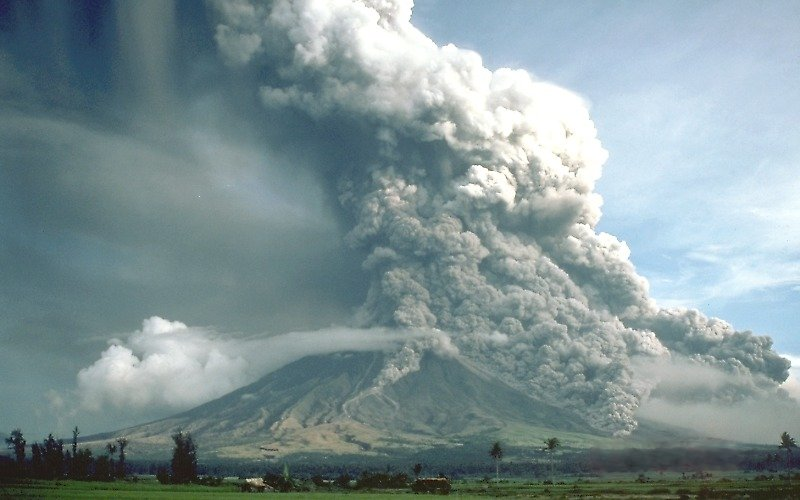
Peléjský typ erupce a pyroklastický proud (1984)
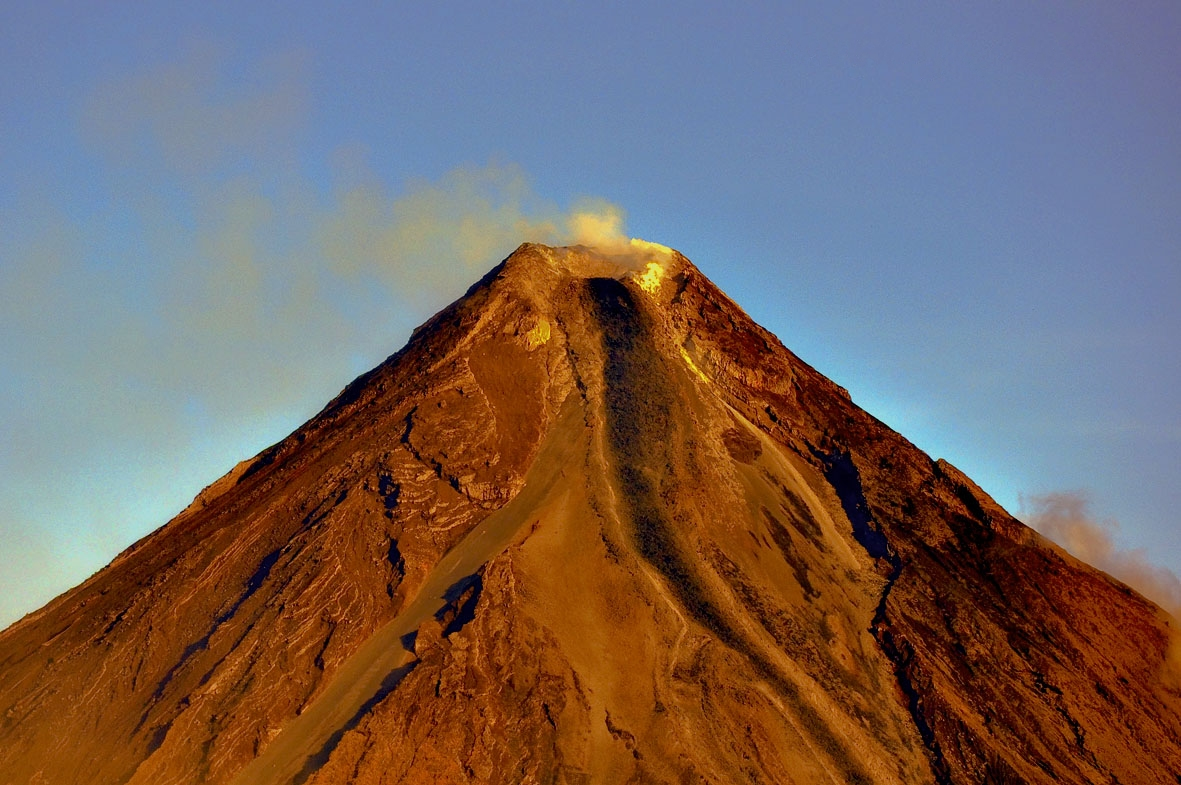
Vrcholová část
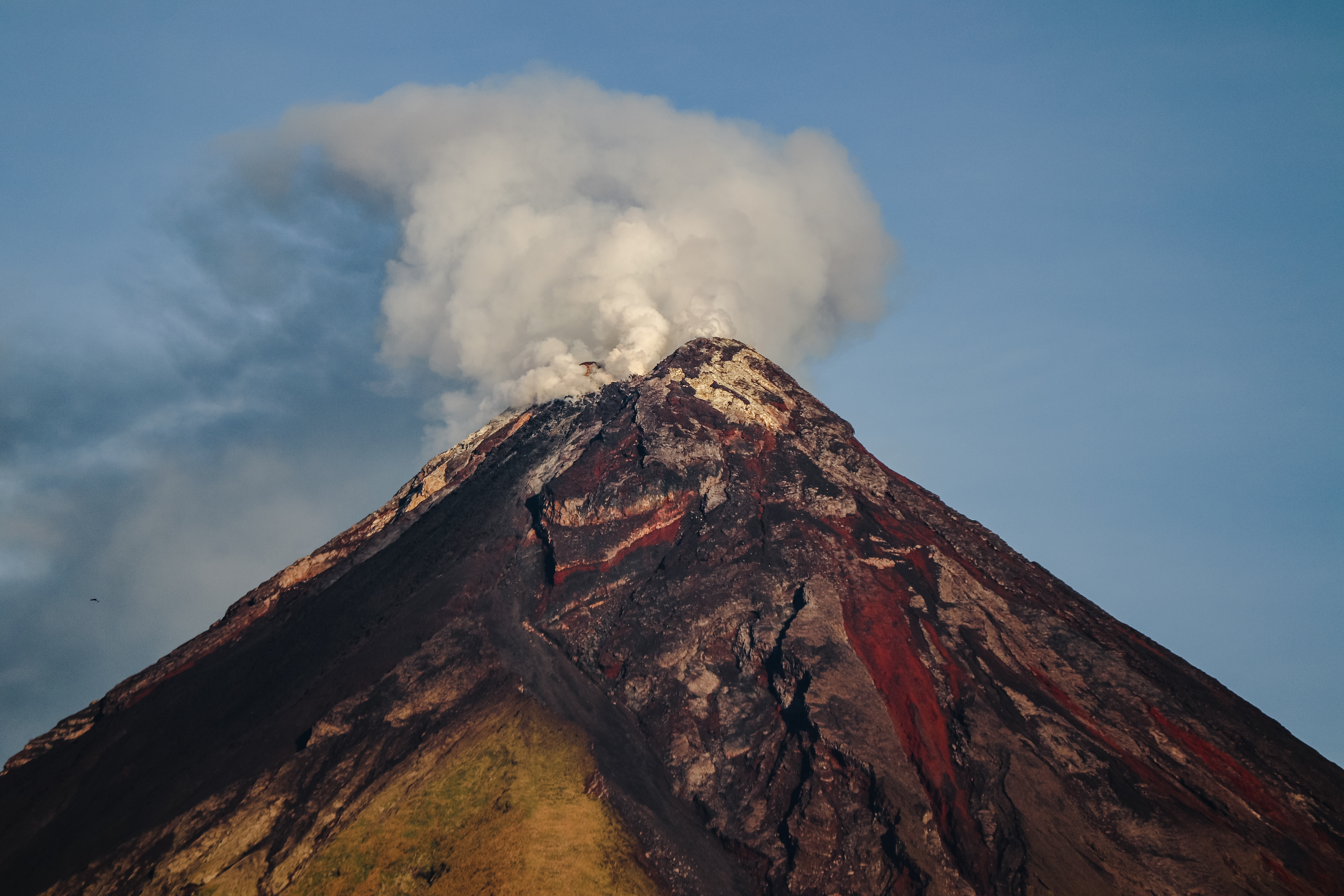
Odplynování z kráteru
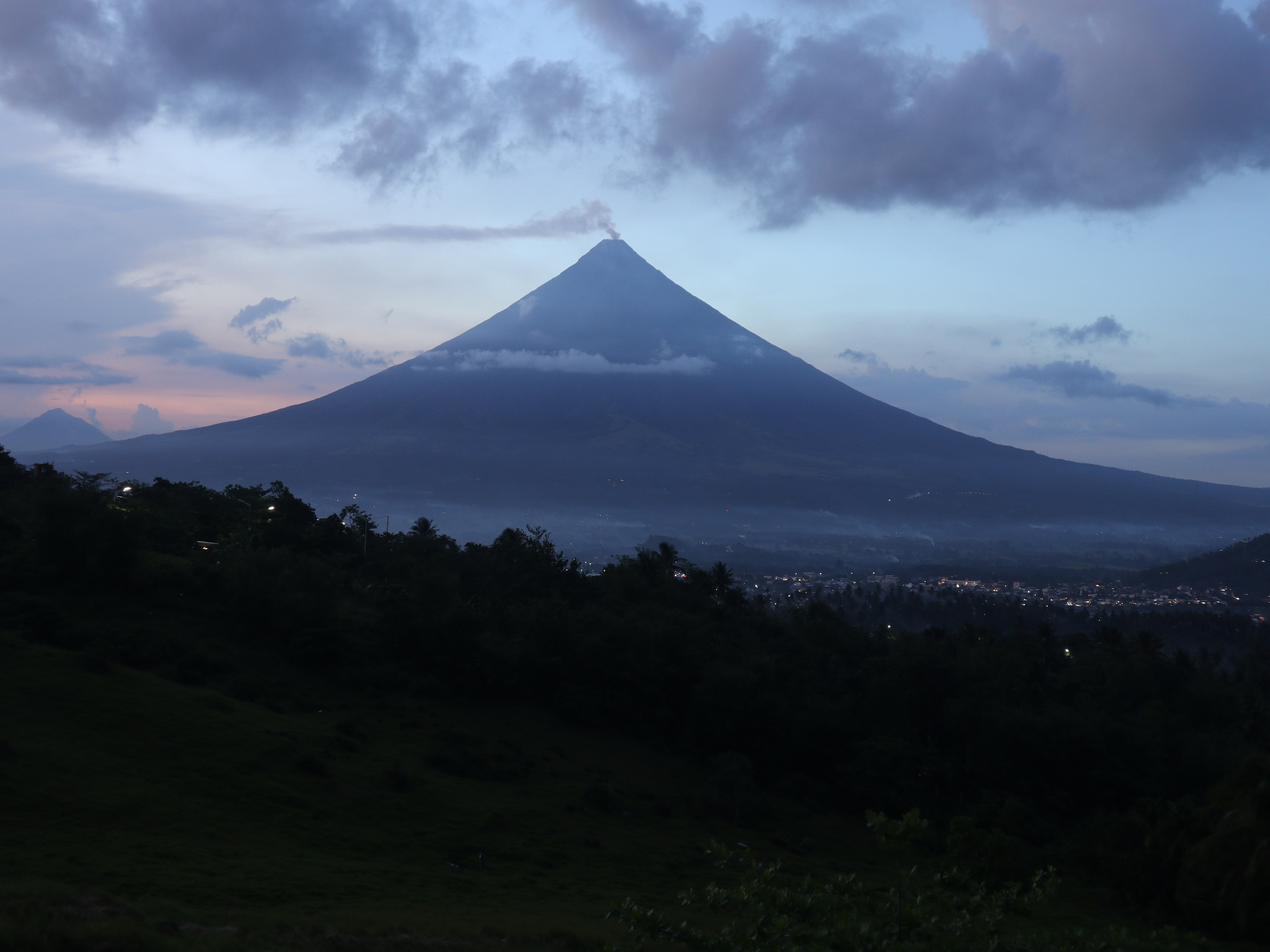
Mayon a její symetrický tvar
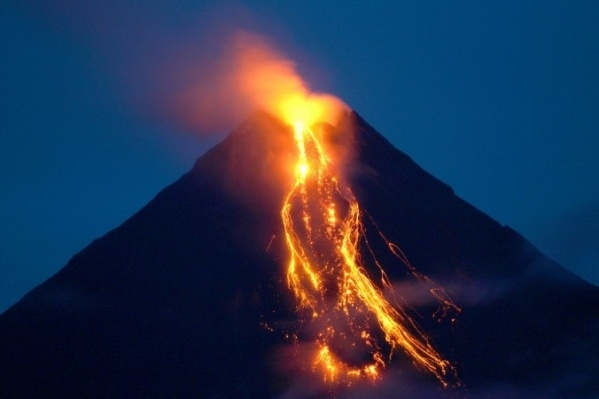
Drolící se lávový dóm